# Saint-Jean-Saint-Maurice-sur-Loire
Saint-Jean-Saint-Maurice-sur-Loire là một xã trong tỉnh Loire miền trung nước Pháp.